# Associazione Calcio Verona 1933-1934
Questa pagina raccoglie i dati riguardanti l'Associazione Calcio Verona nelle competizioni ufficiali della stagione 1933-1934.

## Stagione
La stagione 1933-1934 rappresenta per il Verona la quinta stagione nella seconda serie nazionale.

## Rosa
| N. |                   | Ruolo | Calciatore          |
| -- | ----------------- | ----- | ------------------- |
|    | Italia (bandiera) | P     | Antonio Cazzanelli  |
|    | Italia (bandiera) | P     | Guerrino Ferrarese  |
|    | Italia (bandiera) | P     | Attilio Pagani      |
|    | Italia (bandiera) | D     | Giovanni Antolini   |
|    | Italia (bandiera) | D     | Nello Azzetti       |
|    | Italia (bandiera) | C     | Luigi Bernardi      |
|    | Italia (bandiera) | C     | Antonio Busin       |
|    | Italia (bandiera) | D     | Primizio Cantamessa |
|    | Italia (bandiera) | D     | Giovanni Castagnaro |
|    | Italia (bandiera) | D     | Oreste Godi         |
|    | Italia (bandiera) | D     | Teodoro Signorini   |
|    | Italia (bandiera) | C     | Giuseppe Breoni     |
|    | Italia (bandiera) | C     | Ferruccio Bonesini  |
|    | Italia (bandiera) | C     | Angelo Faggiotto    |
|    | Italia (bandiera) | C     | Umberto Luigi Festi |
|    | Italia (bandiera) | C     | Giulio Di Giulio    |
|    | Italia (bandiera) | C     | Bruno Panonzini     |
|    | Italia (bandiera) | C     | Federico Pisani     |

| N. |                   | Ruolo | Calciatore         |
| -- | ----------------- | ----- | ------------------ |
|    | Italia (bandiera) | C     | Luigi Procura      |
|    | Italia (bandiera) | C     | Italo Raguzzi      |
|    | Italia (bandiera) | C     | Carlo Sabadini     |
|    | Italia (bandiera) | C     | Pellegrino Xausa   |
|    | Italia (bandiera) | C     | Luigi Zanon        |
|    | Italia (bandiera) | C     | Giuseppe Zanotelli |
|    | Italia (bandiera) | C     | Giuseppe Zenari    |
|    | Italia (bandiera) | A     | Carlo Bianchi      |
|    | Italia (bandiera) | A     | Guido Bissoli      |
|    | Italia (bandiera) | A     | Umberto Busani     |
|    | Italia (bandiera) | A     | Federico Landi     |
|    | Italia (bandiera) | A     | Vittorio Melchior  |
|    | Italia (bandiera) | A     | Giovanni Pachera   |
|    | Italia (bandiera) | A     | Carlo Pisani       |
|    | Italia (bandiera) | A     | Pietro Righetti    |
|    | Italia (bandiera) | A     | Albino Stringari   |
|    | Italia (bandiera) | A     | Luigi Tommasi      |
|    | Italia (bandiera) | A     | Orazio Zecchi      |

## Risultati

### Serie B

#### Girone B

##### Girone di andata
| 10 settembre 1933 1ª giornata |  | – Turno di riposo |  |  |

| Arbitro: | Maffiolini (Gallarate) |

|                  |           |                              |
| Bissoli 36’, 37’ | Marcatori | 22’ Tumiati 55’ (rig.) Olasi |

| Arbitro: | Mattea (Torino) |

|                                          |           |  |
| Romano ?’, ?’, ?’ Nicolis Spinola ?’, ?’ | Marcatori |  |

| Arbitro: | Rovida (Milano) |

|         |           |          |
| Pachera | Marcatori | Chelucci |

| Arbitro: | Ciamberlini (Genova) |

|                 |           |         |
| Tommasi Bianchi | Marcatori | Luciani |

| Modena 15 ottobre 1933 6ª giornata | Modena | 2 – 1 | Verona |  |

| Cremona 29 ottobre 1933 7ª giornata | Cremonese | 2 – 1 | Verona |  |

| Verona 1 novembre 1933 8ª giornata | Verona | 0 – 1 | Atalanta |  |

| Venezia 5 novembre 1933 9ª giornata | Serenissima | 1 – 1 | Verona |  |

| Verona 12 novembre 1933 10ª giornata | Verona | 0 – 2 | Bari |  |

| Perugia 19 novembre 1933 11ª giornata | Perugia | 5 – 0 | Verona |  |

| Vicenza 26 novembre 1933 12ª giornata | Vicenza | 3 – 0 | Verona |  |

| Verona 10 dicembre 1933 13ª giornata | Verona | 1 – 1 | Foggia |  |

##### Girone di ritorno
| 17 dicembre 1933 14ª giornata |  | – Turno di riposo |  |  |

| Ferrara 24 dicembre 1933 15ª giornata | SPAL | 2 – 1 | Verona |  |

| Verona 31 dicembre 1933 16ª giornata | Verona | 1 – 3 | Comense |  |

| Arbitro: | Caironi (Milano) |

|               |           |                |
| Querci Stilli | Marcatori | Busani I Landi |

| Pola 14 gennaio 1934 18ª giornata | Grion Pola | 6 – 0 | Verona |  |

| Verona 21 gennaio 1934 19ª giornata | Verona | 1 – 1 | Modena |  |

| Verona 28 gennaio 1934 20ª giornata | Verona | 1 – 0 | Cremonese |  |

| Bergamo 4 febbraio 1934 21ª giornata | Atalanta | 2 – 0 | Verona |  |

| Arbitro: | Mattea (Torino) |

|           |           |  |
| ? Pochera | Marcatori |  |

| Bari 25 febbraio 1934 23ª giornata | Bari | 3 – 0 | Verona |  |

| Verona 4 marzo 1934 24ª giornata | Verona | 5 – 0 | Perugia |  |

| Verona 11 marzo 1934 25ª giornata | Verona | 1 – 0 | Vicenza |  |

| Foggia 18 marzo 1934 26ª giornata | Foggia | 1 – 2 | Verona |  |

#### Spareggi salvezza

##### Girone di andata
| Arbitro: | Caironi (Milano) |

|                   |           |         |
| Pisani I Bernardi | Marcatori | Astolfi |

| 22 aprile 1934 2ª giornata |  | – Turno di riposo |  |  |

| Arbitro: | Casati (Como) |

|          |           |                   |
| Camolese | Marcatori | ?’ (rig.) Raguzzi |

##### Girone di ritorno
| Venezia 6 maggio 1934 4ª giornata | Venezia            | 0 – 0 referto | Verona | \| Arbitro: \| Carminati (Milano) \| |
| Arbitro:                          | Carminati (Milano) |               |        |                                      |

| 13 maggio 1934 5ª giornata |  | – Turno di riposo |  |  |

| Arbitro: | Scorzoni (Bologna) |

|              |           |          |
| Pisani Busin | Marcatori | Camolese |

## Statistiche

### Statistiche di squadra
| Competizione       | Punti | In casa | In casa | In casa | In casa | In casa | In casa | In trasferta | In trasferta | In trasferta | In trasferta | In trasferta | In trasferta | Totale | Totale | Totale | Totale | Totale | Totale | DR  |
| Competizione       | Punti | G       | V       | N       | P       | Gf      | Gs      | G            | V            | N            | P            | Gf           | Gs           | G      | V      | N      | P      | Gf     | Gs     | DR  |
| ------------------ | ----- | ------- | ------- | ------- | ------- | ------- | ------- | ------------ | ------------ | ------------ | ------------ | ------------ | ------------ | ------ | ------ | ------ | ------ | ------ | ------ | --- |
| Serie B - girone B | 18    | 12      | 5       | 4       | 3       | 17      | 12      | 12           | 1            | 2            | 9            | 8            | 35           | 24     | 6      | 6      | 12     | 25     | 47     | -22 |
| Spareggi salvezza  | 6     | 2       | 2       | 0       | 0       | 3       | 1       | 2            | 0            | 2            | 0            | 1            | 1            | 4      | 2      | 2      | 0      | 4      | 2      | +2  |
| Totale             |       | 14      | 7       | 4       | 3       | 20      | 13      | 14           | 1            | 4            | 9            | 9            | 36           | 28     | 8      | 8      | 12     | 29     | 49     | -20 |

### Statistiche dei giocatori
| Giocatore     | Serie B  | Serie B | Spareggi salvezza | Spareggi salvezza | Totale   | Totale |
| Giocatore     | Presenze | Reti    | Presenze          | Reti              | Presenze | Reti   |
| ------------- | -------- | ------- | ----------------- | ----------------- | -------- | ------ |
| G. Antolini   | 2        | 0       | 1                 | 0                 | 3        | 0      |
| N. Azzetti    | 2        | 0       | -                 | -                 | 2        | 0      |
| L. Bernardi   | 17       | 0       | 3                 | 1                 | 20       | 1      |
| B. Biagini    | -        | -       | 1                 | 0                 | 1        | 0      |
| C. Bianchi    | 15       | 5       | 3                 | 0                 | 18       | 5      |
| G. Bissoli    | 2        | 2       | -                 | -                 | 2        | 2      |
| F. Bonesini   | 2        | 0       | -                 | -                 | 2        | 0      |
| G. Breoni     | 2        | 0       | -                 | -                 | 2        | 0      |
| U. Busani     | 2        | 0       | -                 | -                 | 2        | 0      |
| A. Busin      | 23       | 2       | 3                 | 1                 | 26       | 3      |
| P. Cantamessa | 2        | 0       | -                 | -                 | 2        | 0      |
| G. Castagnaro | 3        | 0       | -                 | -                 | 3        | 0      |
| A. Cazzanelli | 10       | -19     | -                 | -                 | 10       | -19    |
| G. Di Giulio  | 2        | 0       | -                 | -                 | 2        | 0      |
| A. Faggiotto  | 17       | 0       | 4                 | 0                 | 21       | 0      |
| G. Ferrarese  | 12       | -20     | 4                 | -3                | 16       | -23    |
| U. Festi      | 2        | 0       | -                 | -                 | 2        | 0      |
| O. Godi       | 2        | 0       | -                 | -                 | 2        | 0      |
| F. Landi      | 16       | 4       | 3                 | 0                 | 19       | 4      |
| V. Melchior   | -        | -       | 1                 | 0                 | 1        | 0      |
| G. Pachera    | 11       | 2       | 3                 | 0                 | 14       | 2      |
| A. Pagani     | 2        | -6      | -                 | -                 | 2        | -6     |
| B. Panonzini  | 7        | 1       | 3                 | 0                 | 10       | 1      |
| C. Pisani     | 10       | 2       | 3                 | 2                 | 13       | 4      |
| F. Pisani     | 3        | 0       | 1                 | 0                 | 4        | 0      |
| L. Procura    | 19       | 0       | 4                 | 0                 | 23       | 0      |
| I. Raguzzi    | 16       | 3       | 3                 | 1                 | 19       | 4      |
| P. Righetti   | 5        | 1       | -                 | -                 | 5        | 1      |
| C. Sabadini   | 7        | 0       | -                 | -                 | 7        | 0      |
| T. Signorini  | 19       | 0       | 4                 | 0                 | 23       | 0      |
| A. Stringari  | 1        | 0       | -                 | -                 | 1        | 0      |
| L. Tommasi    | 5        | 1       | -                 | -                 | 5        | 1      |
| P. Xausa      | 6        | 0       | -                 | -                 | 6        | 0      |
| L. Zanon      | 1        | 0       | -                 | -                 | 1        | 0      |
| G. Zanotelli  | 5        | 0       | -                 | -                 | 5        | 0      |
| O. Zecchi     | 5        | 2       | -                 | -                 | 5        | 2      |
| G. Zenari     | 9        | 0       | -                 | -                 | 9        | 0      |